# Martin K. Welge
Martin K. Welge  (* in Detmold) ist ein deutscher Ökonom, Betriebswirt und Managementlehrer. Er war Wissenschaftlicher Direktor des Universitätsseminars der Wirtschaft in Schloss Gracht (1996 bis 2001).

## Biographie
Martin Welge wurde in Detmold als Sohn eines selbständigen Handwerksmeisters geboren. Er erhielt seine Schulausbildung in Heiligenkirchen und in Detmold. Nach dem Abitur diente er für zwei Jahre in der Bundeswehr und wurde nach 21-monatiger Dienstzeit zum Leutnant befördert. Nach seiner Bundeswehrzeit studierte er Betriebswirtschaftslehre an der Universität zu Köln mit dem Abschluss Diplom-Kaufmann. Anschließend war er Special Student an der Case Western Reserve University (1969) und schließlich Visiting Scholar an der Stanford Graduate School of Business (1970). Die Promotion zum Dr. rer. pol. erfolgte 1973 und die Habilitation 1978.
Von 1971 bis 1975 arbeitete er als wissenschaftlicher Assistent am Seminar für Allgemeine Betriebswirtschaftslehre und Organisationslehre der Universität zu Köln bei Erwin Grochla. Als Stipendiat der Fritz Thyssen Stiftung war er zwei Jahre zu Habilitationszwecken beurlaubt. Von 1980 bis 1984 war er Inhaber des Lehrstuhls für Organisation und Planung an der Fernuniversität in Hagen, von 1984 bis 1987 war er Inhaber des Lehrstuhls für Organisation und Planung an der Universität Essen. 1987 nahm er den Ruf auf den Lehrstuhl für Unternehmensführung an der Technischen Universität Dortmund an, den er bis zu seiner Emeritierung im Jahre 2011 trotz mehrerer Rufe an die Universitäten Hannover, Hohenheim, St. Gallen und Hamburg treu blieb. Er war Dekan an der Fernuniversität Hagen (1981–1982), der Universität Essen (1985–1987) und der TU Dortmund (1992–1994), Gastprofessor am European Institute for Advanced Studies in Management (1980–1981), und an Memphis State University (WS 1991). Des Weiteren ist er Träger des Czipin-Preises der Wirtschaftsuniversität Wien (1989). Seit seiner Emeritierung im Jahr 2011 ist er Inhaber des Lehrstuhls für Strategisches Management an der Steinbeis-Hochschule Berlin.
Praktische Erfahrungen sammelte Welge als Wissenschaftlicher Direktor des Universitätsseminars der Wirtschaft (1996–2001) sowie als geschäftsführender Gesellschafter der Firma Professor Welge & Company GmbH & Co. KG in Herdecke, die sich auf Beratungsleistungen im Bereich Strategie und Corporate Governance spezialisiert hat.
Martin Welge ist verheiratet mit Hannelore Welge.

## Beiratstätigkeiten
Er war Board Member der European Foundation for Management Development (EFMD) in Brüssel (1996–2001), Academic Council Member der China Europe International Business School (CEIBS) in Shanghai (1996–2001) und Board Member der European International Business Academy (2004–2010). Seit 2004 ist er Mitglied des Aufsichtsrates der Eternit AG in Heidelberg und Ehrensenator der BITS Business and Information Technology School in Iserlohn.

## Veröffentlichungen (Auswahl)
- Management in deutschen multinationalen Unternehmungen. 1980, ISBN 3-7910-0264-3.
- mit A. R. Negandhi: Beyond Theorie Z: Global Rationalization Strategies of American, German and Japanese Multinational Companies. 1984, ISBN 0-89232-445-7.
- Unternehmensführung. Band 1, 1985, ISBN 3-7910-9140-9, Band 2, 1987, ISBN 3-7910-9151-4 und Band 3, 1988, ISBN 3-7910-9155-7.
- mit Klaus Macharzina: Handwörterbuch Export und internationale Unternehmung. 1989, ISBN 3-7910-8029-6.
- Globales Management. 1990, ISBN 3-7910-0487-5
- mit H.H. Hüttemann: Erfolgreiche Unternehmensführung in schrumpfende Branchen.1993, ISBN 3-7910-0656-8
- mit R. Böttcher und Th. Paul: Das Management globaler Geschäfte.1998, ISBN 3-446-19273-5
- mit Dirk Holtbrügge: Internationales Management. 6. Auflage.2015, ISBN 978-3-7910-3407-2
- mit Andreas Al-Laham und Marc Eulerich: Strategisches Management. 8. Auflage 2024, ISBN 978-3-658-43710-7, ISBN 978-3-658-43711-4 (E-Book).
- mit M. Eulerich: Corporate-Governance-Management. 3. Auflage 2021, ISBN 978-3-658-34145-9, ISBN 978-3-658-34146-6 (E-Book)
- Herausgeber von acht Sammelwerken sowie Autor und / oder Co-Autor von mehr als 160 Artikeln in nationalen und internationalen Fachzeitschriften

## Weblink
- Literatur von und über Martin K. Welge im Katalog der Deutschen Nationalbibliothek